# جزيرة السقيد
جزيرة السّقيد أو سجيد أو السجيد وتعرف أيضاً بمسمى فرسان الصغرى هي جزيرة سعودية وإحدى الجزر الواقعة في أرخبيل جزر فرسان الواقعة في البحر الأحمر غرب منطقة جازان جنوب غرب المملكة العربية السعودية. وتقدر مساحتها بحوالي 156 كيلومتر مربع، ويبلغ طول شواطئها حوالي 82,7 كم؛ وبذلك تعتبر ثاني أكبر جزر الأرخبيل من حيث المساحة.